# 加拿大海洋省份
加拿大海洋省份（英語：Maritimes）是加拿大地理的一个概念。该地区由新不伦瑞克、新斯科舍和爱德华王子岛组成。三个海洋省份地处大西洋西岸，与后来加入加拿大联邦的纽芬兰与拉布拉多组成更大范围的加拿大大西洋省份。区域内主要的城市有哈利法克斯、圣约翰和夏洛特頓。至2008年，加拿大海洋省份一共有1,826,896人。
海洋省份正面大西洋，有着著名的芬迪湾和圣劳伦斯湾，地处魁北克的东南面，新英格兰的北面及纽芬兰岛的西南面。